# Decreto Orovio

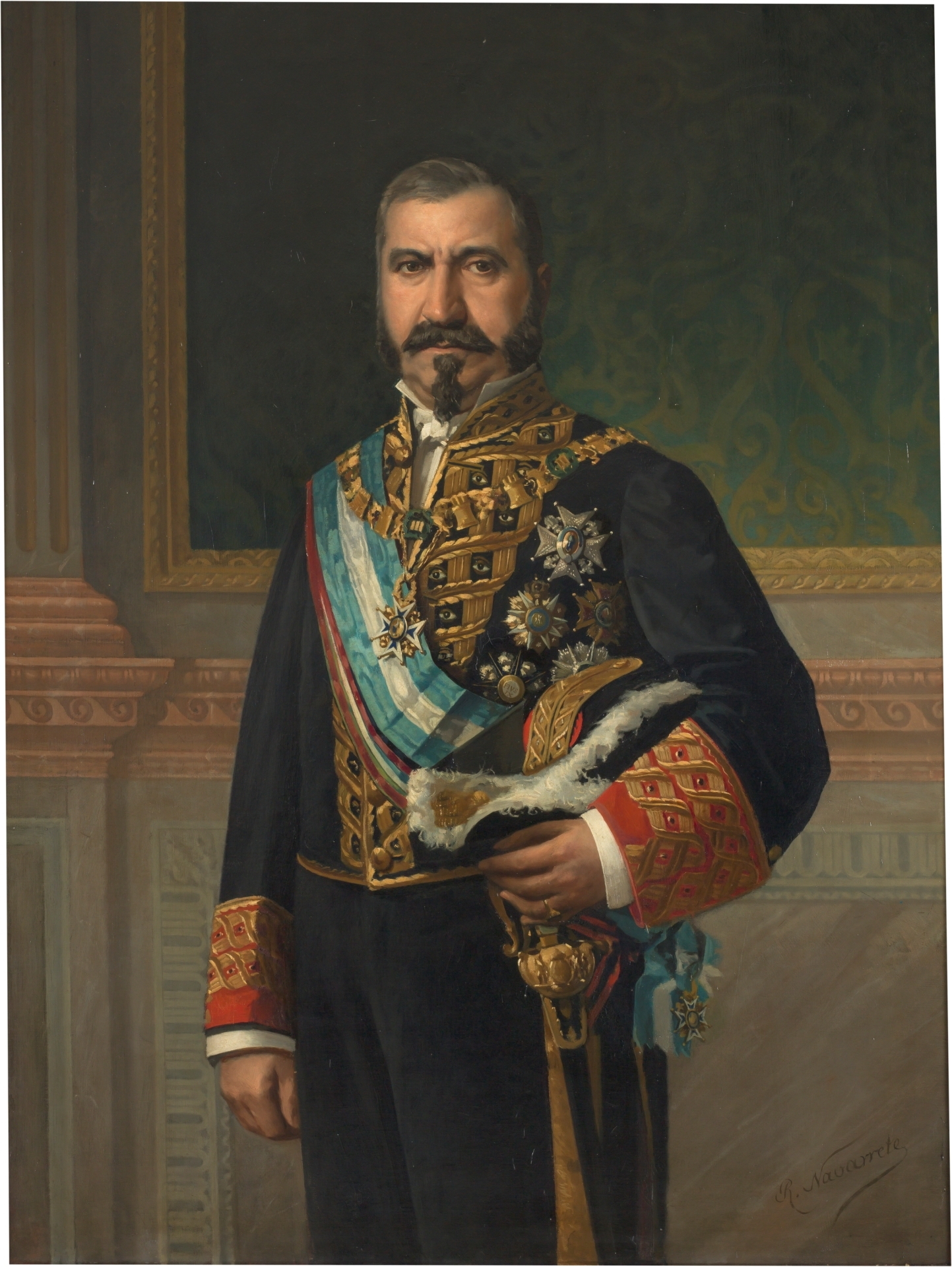
Manuel Orovio Echagüe, marqués de Orovio, ministro de Fomento, autor del decreto que lleva su nombre y de la circular que lo desarrollaba que limitaba la libertad de cátedra.

El conocido como Decreto Orovio es el Real Decreto que promulgó el reaccionario ministro de Fomento Manuel Orovio Echagüe, marqués de Orovio, el 26 de febrero de 1875, en los inicios del reinado de Alfonso XII (primer periodo de la Restauración borbónica en España), por el que se limitaba la libertad de cátedra, y que fue acompañado por una circular fechada el mismo día dirigida a los rectores de las universidades. El rechazo al decreto y a la circular por parte de varios catedráticos y profesores, que por esta causa fueron suspendidos o cesados, provocó la llamada segunda cuestión universitaria (la primera había tenido lugar nueve años antes, en 1866, durante el reinado de Isabel II).
Los profesores expulsados o que renunciaron en solidaridad con los cesados fundaron al año siguiente la Institución Libre de Enseñanza, un organismo educativo ―una «contra-universidad»― que ejercería una enorme influencia en la vida cultural y científica española, especialmente durante el primer tercio del siglo XX.

## Historia
En la circular que acompañaba al Decreto se prohibía expresamente a los profesores universitarios enseñar ideas contrarias a la ortodoxia católica y a la monarquía constitucional, se invitaba a los rectores de las Universidades a «no consentir que en las cátedras sostenidas por el Estado se explicara contra el dogma católico que e[ra] la verdad social en nuestra patria» y también se advertía que sería sancionado todo profesor que «no reconociera el régimen establecido o explicara contra él». La circular terminaba así:

A tres puntos capitales se dirigen las observaciones del Ministro que suscribe, a evitar que en los establecimientos que sostiene el Gobierno se enseñen otras doctrinas religiosas que no sean las del Estado; a mandar que no se tolere explicación alguna que redunde en menoscabo de la persona del Rey o del régimen monárquico constitucional; y, por último, a que se restablezcan en todo su vigor la disciplina y el orden en la enseñanza.

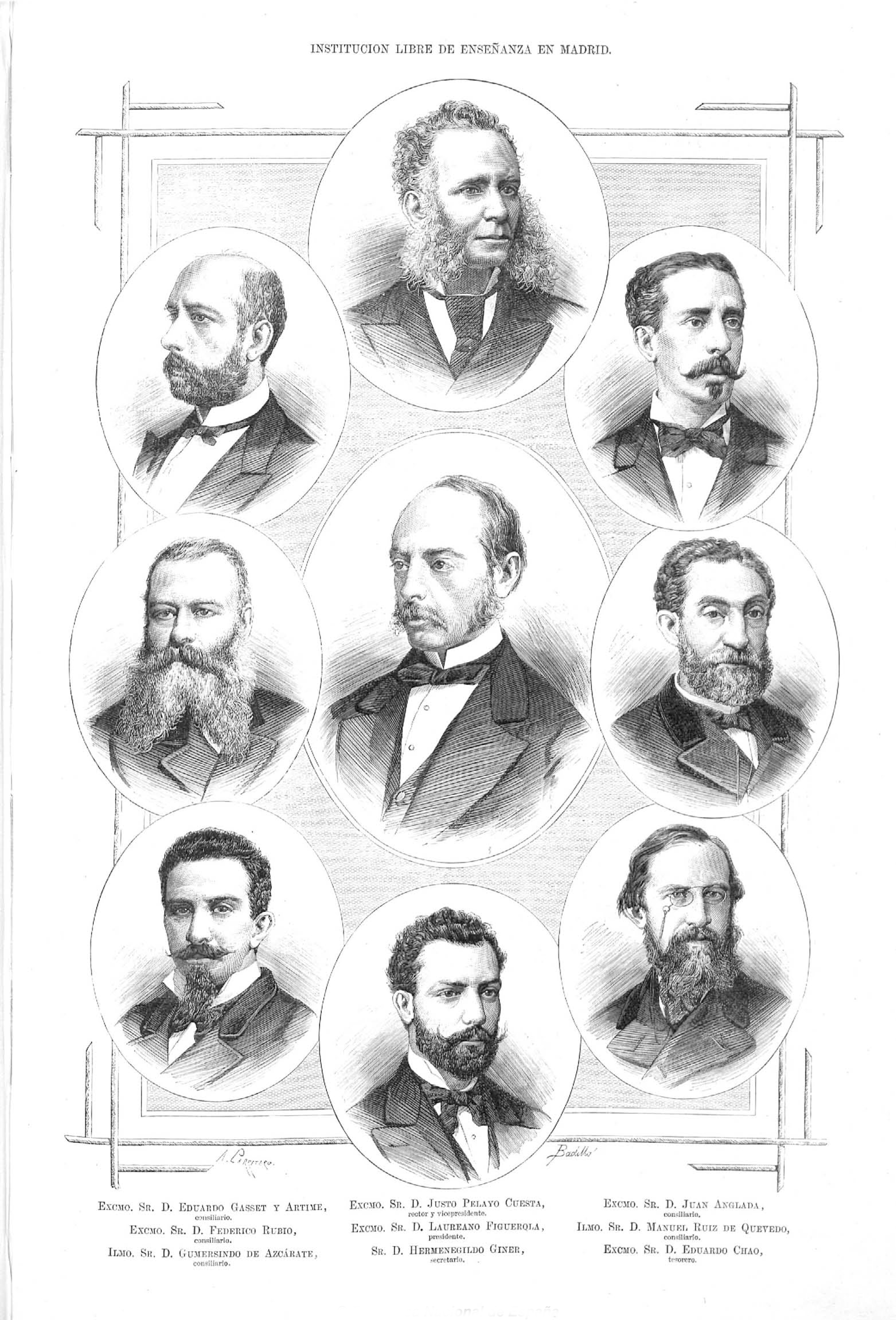
Junta directiva de la Institución Libre de Enseñanza: en el centro Laureano Figuerola, presidente; encima Justo Pelayo de la Cuesta Núñez, rector y vicepresidente; debajo, Hermenegildo Giner, secretario; en la columna de la derecha y de arriba abajo: Eduardo Gasset y Artime, Federico Rubio y Gumersindo de Azcárate; en la columna de la izquierda y de arriba abajo: Juan Anglada, Manuel Ruiz de Quevedo y Eduardo Chao.

El primer conflicto que provocó la circular de Orovio se produjo en la Universidad de Santiago de Compostela, donde los profesores Laureano Calderón (Farmacia) y Augusto González de Linares (Medicina), ambos discípulos del krausista Francisco Giner de los Ríos, fueron apartados de sus cátedras y encarcelados en una prisión militar por explicar las doctrinas darwinistas. Calderón declaró: «no he sido nombrado profesor para formar catecúmenos de ninguna religión ni partidarios de sistema político alguno, sino para enseñar ciencia». Inmediatamente se desató una ola de solidaridad por parte de cerca de cuarenta catedráticos de universidad y de segunda enseñanza, encabezados por Francisco Giner de los Ríos, Gumersindo de Azcárate y Nicolás Salmerón, este último antiguo presidente del poder ejecutivo de la República, a los que se unieron destacados políticos y académicos liberales y republicanos, entre los que se encontraba Emilio Castelar, que ya fue protagonista de la primera cuestión universitaria de 1866. Todos ellos fueron separados de sus cátedras o renunciaron a ellas ―no serían repuestos en las mismas hasta la llegada al poder del partido liberal-fusionista en 1881―. Muchos de estos profesores expulsados de la Universidad fundaron al año siguiente la Institución Libre de Enseñanza, un organismo educativo ―una «contra-universidad»― que ejercería una enorme influencia en la vida cultural y científica española, especialmente durante el primer tercio del siglo XX.
El presidente del Gobierno Antonio Cánovas del Castillo consideró el decreto Orovio «una barbaridad» —también el rey Alfonso XII— e intentó mediar, sin éxito, con los profesores universitarios que se negaron a acatarlo y abandonaron la Universidad. A la primera oportunidad Cánovas cesó a Orovio y su sustituto, el «septembrino» Cristóbal Martín de Herrera, inmediatamente derogó el decreto (aunque los profesores no recuperarían sus cátedras hasta la llegada de los liberales al poder en febrero de 1881). Además los krausistas no encontraron ningún obstáculo para poner en marcha la Institución Libre de Enseñanza y desarrollar sus actividades. Según Feliciano Montero, «Cánovas, a pesar de sus esfuerzos para llegar a un acuerdo de facto con los krausistas para no hacer efectivo el castigo, se habría visto obligado a encajar de momento esta situación tan contraria a sus proyectos». Pero, «el episodio agrió las relaciones entre el Gobierno y los políticos Radicales y Constitucionales», ha advertido José Varela Ortega.
Según Manuel Suárez Cortina, Cánovas permitió el «decreto Orovio» para facilitar el ingreso de los moderados en el nuevo orden ―y en el nuevo partido liberal-conservador que quería encabezar―. Con la misma finalidad ―«dar confianza a los sectores moderados y neutralizar cualquier intento de acabar con el régimen»― también «buscó el restablecimiento de relaciones con el Vaticano, repuso el presupuesto de culto y clero [la dotación económica que el Estado entregaba a la Iglesia Católica] e implantó de nuevo la obligatoriedad del matrimonio canónico». Según Carlos Seco Serrano, la presencia de Orovio en el gobierno ―y su polémico decreto― obedecía a que «el hecho de que la guerra civil aún no hubiese sido vencida, reclamaba, en todo caso, la adopción de medidas políticas que pudieran suponer un “gesto” más o menos homologable con el concepto monárquico y religioso que animaba al campo carlista ―a fin de desarmarlo ideológicamente―». Once años más tarde, en los inicios de la Regencia de María Cristina de Habsburgo, Cánovas defendería en el parlamento esta política frente a los ataques que le lanzó el republicano Nicolás Salmerón, una de las víctimas del «decreto Orovio», y que lo calificó de Torquemada. En aquella ocasión Cánovas replicó:

¿Qué quería el señor Salmerón? ¿Quería que cuando el país estaba empeñado en guerra civil… no hubiera yo de usar también de esa dictadura para reprimir aquellos hechos que me pareciera que podían comprometer la unidad de fuerza y mando y el vigor que el Gobierno necesitaba delante del enemigo común de todos, que era la causa carlista? ¿Quién ignora que una de las causas de la guerra carlista, causa reconocida por todo el mundo, eran los ataques más o menos exagerados, muchos de ellos ciertísimos, que en todos los lugares públicos se dirigían a la religión que profesa la inmensa mayoría de los españoles?

## Valoración
Para José Varela Ortega, «lo ocurrido reflejaba, en realidad, las fricciones entres las dos facciones del canovismo, entre los políticos de procedencia Moderada y aquellos de origen septembrino; y, en última instancia, era un episodio más dentro de la ofensiva del Partido Moderado contra el canovismo». «La circular iba personalmente orientada contra un conocido catedrático y político Radical, Eugenio Montero Ríos, blanco en el que se concentraba la furia de la opinión católica, pues, como ministro de Justicia después de la Revolución del 68, se le hacía responsable de la Ley de Matrimonio Civil y de la que liberalizó la enseñanza (y que los decretos y circular de Orovio venían a deshacer). Las medidas tenían, además, una intención simbólica desde el punto de vista político, porque era precisamente Montero Ríos una de las personas con quien Cánovas intentaba entrar en conversaciones». Feliciano Montero ha suscrito la interpretación del episodio que hace Varela Ortega en cuanto que formaría parte efectivamente de «la pugna moderados-canovistas por la definición del nuevo régimen. El decreto Orovio... sería una maniobra de los moderados para torpedear la presunta apertura del canovismo hacia los unionistas y los constitucionales, además de afirmar sus posiciones intransigentes en defensa de la unidad católica».

## Separados, dimisionarios y suspendidos

### Profesores separados
- Augusto González de Linares Profesor de Ampliación de Historia Natural en la Universidad de Santiago.
- Laureano Calderón Profesor de Farmacia químico-orgánica en la Universidad de Santiago.
- Francisco Giner de los Ríos Profesor de Filosofía del Derecho en la Universidad de Madrid.
- Nicolás Salmerón y Alonso Profesor de Metafísica en la Universidad de Madrid.
- Gumersindo de Azcárate Profesor de Legislación Comparada en la Universidad de Madrid.
- Tomás Andrés y Andrés Montalvo Profesor de Historia Natural en el Instituto de Segovia.

### Profesores dimisionarios
- Emilio Castelar Profesor de Historia de España en la Universidad de Madrid.
- Eugenio Montero Ríos Profesor de Instituciones de Derecho Canónico en la Universidad de Madrid.
- Laureano Figuerola Profesor de Derecho Político Comparado en la Universidad de Madrid.
- Segismundo Moret Profesor de Instituciones de Hacienda Pública en la Universidad de Madrid.
- Antonio del Val y Ripoll Profesor sustituto de Historia de España en la Universidad de Madrid.
- Jacinto Mesía y Álvarez Profesor auxiliar en la Facultad de Derecho de la Universidad de Madrid.

### Profesores penados con suspensión
- José Muro López Salgado Profesor de Geografía e Historia en el Instituto de la Coruña.

### Profesores suspensos provisionalmente
- Manuel Valera de la Iglesia Profesor de Geografía e Historia en el Instituto de Valladolid.
- Salvador Calderón y Arana Profesor de Historia Natural en el Instituto de las Palmas (Canarias).
- Eduardo Soler y Pérez Profesor de Disciplina Eclesiástica en la Universidad de Valencia.
- Hermenegildo Giner de los Ríos Profesor de Psicología, Lógica y Ética en el Instituto de Osuna.